# کمیسیون خدمات کشوری ایالات متحده
کمیسیون خدمات کشوری ایالات متحده (انگلیسی: United States Civil Service Commission) یک سازمان دولتی دولت فدرال ایالات متحده بود و برای انتخاب کارمندان دولت فدرال بر اساس شایستگی و نه روابط ایجاد شد. در سال ۱۹۷۹، به عنوان بخشی از قانون اصلاح خدمات کشوری ۱۹۷۸ منحل شد. دفتر مدیریت پرسنل ایالات متحده و شورای حمایت از سیستم‌های شایسته ایالات متحده سازمان‌های جانشین این سازمان هستند.